# Tellancourt
Tellancourt – miejscowość i gmina we Francji, w regionie Grand Est, w departamencie Meurthe i Mozela.
Według danych na rok 1990 gminę zamieszkiwało 480 osób, a gęstość zaludnienia wynosiła 128 osób/km² (wśród 2335 gmin Lotaryngii Tellancourt plasuje się na 604. miejscu pod względem liczby ludności, natomiast pod względem powierzchni na miejscu 1115.).